# Irene Sáez
Irene Sáez, de son nom complet Irene Lailin Sáez Conde, est une femme politique et mannequin vénézuélienne, née à Caracas le 13 décembre 1961. Elle est élue Miss Venezuela 1981, puis Miss Univers 1981. Elle est élue maire de la municipalité de Chacao en décembre 1992 jusqu'en mars 1999 après avoir été réélue en 1995, puis 38e gouverneur de l'État de Nueva Esparta entre 1999 et 2000. Elle est candidate à l'élection présidentielle vénézuélienne de 1998 où elle termine troisième.

## Biographie

### Concours de beauté
Née à Caracas le 13 décembre 1961 dans la municipalité de Chacao, elle est la benjamine d'une famille de six enfants. Elle a poursuivi des études de génie civil pendant deux ans à l'Université Métropolitaine de Caracas. C'est alors qu'elle commence à participer à des concours de beauté et est élue trois fois de suite reine du Club Campestre Los Cortijos.
En 1981, elle est candidate en tant que Miss Miranda au concours Miss Venezuela, contre l'avis de son père qui refuse qu'elle défile en maillot de bain. Outre une énorme popularité au Venezuela, cette victoire lui vaut le droit de participer au concours Miss Univers qui se tient à New York la même année. Clairement favorite, elle triomphe à toutes les étapes éliminatoires et remporte le titre de Miss Univers 1981. Après une année de voyages internationaux, elle remet sa couronne en 1982.

### Carrière politique
À la suite de ses voyages autour du monde, elle s'intéresse à la vie politique et, en 1984, elle commence à poursuivre des études de sciences politiques à l'Université Centrale du Venezuela. Diplômée en 1989, elle obtient un poste à l'ambassade du Venezuela auprès des Nations unies à New York . Fervente catholique et conservatrice, elle dit avoir, au cours de ses voyages, « fait la connaissance de personnalités très importantes de la politique internationale telles que Margaret Thatcher, Reagan, Pinochet... »
En 1992, elle se présente comme candidate sans étiquette à la mairie de Chacao, la plus petite mais la plus prospère des municipalités de l'État de Miranda. En 1995, elle est réélue avec 94,76 % des voix. Chacao, alors surnommée Irenelandia (Irèneland), contraste avec les autres quartiers de Caracas par son apparence d'ordre, la visibilité de sa police municipale et la baisse de la criminalité.
En 1998, elle est candidate aux élections présidentielles. D'abord indépendante, elle reçoit le soutien du parti chrétien-démocrate COPEI. Elle se prévaut de sa popularité en tant que reine de beauté mais aussi des succès de sa gestion à la tête de Chacao. Mais, quatre jours avant les élections, COPEI lui retire son investiture en faveur d'un autre candidat, espérant empêcher la victoire d'Hugo Chávez. Finalement, Irene Sáez ne remporte que 3 % des voix.
En 1999, elle est candidate au gouvernement de l'État de Nueva Esparta et, par un retournement, obtient le soutien du parti chaviste Mouvement Cinquième République. D'abord critiquée parce qu'elle n'était pas née et ne résidait pas à Nueva Esparta, elle est élue avec 70 % des voix. Mais, souvent absente du Venezuela, elle renonce à ce poste, officiellement pour motifs de santé. 
Retirée de la vie politique, elle réside actuellement à Miami avec son époux, le banquier Serafín García Armas.